# Zachary Smith
Zachary Smith (...) è un chitarrista e cantautore statunitense di musica Rock e Pop rock, fondatore degli Scandal negli anni ottanta.
Raggiunse l'apice del suo successo con l'album The Warrior, che totalizzò alcuni milioni di dischi venduti, e calcò le scene con numerosi concerti dal vivo con gli Scandal fino al 1985.
Spesso viene citato come Zach o Zack Smith.

## Biografia
Iniziò come bassista all'età di 15 anni.

## Discografia
con gli Scandal
- Scandal (EP) (1982)
- The Warrior (1984)
- VH1 (dopo la riunione degli Scandal)